# Winter in Wartime
Winter in Wartime (Originaltitel: Oorlogswinter, auch bekannt unter dem Fernsehtitel Mein Kriegswinter) ist ein niederländisch-belgisches Kriegsdrama des Regisseurs Martin Koolhoven. Es spielt im letzten Winter des Zweiten Weltkrieges während der deutschen Besatzung in einem kleinen Dorf bei Zwolle, der Hauptstadt der niederländischen Provinz Overijssel und basiert auf dem gleichnamigen 1975 veröffentlichten Roman von Jan Terlouw.

## Handlung
Der 14-jährige Niederländer Michiel beobachtet nachts den Absturz eines britischen Militärflugzeugs und durchsucht am Folgetag zusammen mit einem Freund das Wrack nach brauchbaren Teilen. Sie finden eine Armbanduhr und einen Schlauch, werden aber von deutschen Soldaten bemerkt, vor denen sie flüchten. Während sein Freund und Nachbar, Theo Knopper, den Soldaten entkommen kann, wird Michiel von ihnen gefasst. Sein Vater Johan van Beusekom, der Bürgermeister, holt ihn daraufhin beim Kommandanten ab.
Kurz nach diesem Vorfall besucht sein Onkel Ben Michiels Familie. Während sein Vater besorgt ist, da er keinen Ärger haben möchte und den schwachen Frieden im Ort bewahren will, handelt Ben wie ein Widerstandskämpfer. Zwischen Ben und Michiels Vater kommt es in der Folgezeit häufig zu Diskussionen bezüglich des niederländischen Widerstandes.
Theos Bruder, Dirk, gibt Michiel kurz vor dem Angriff auf ein Munitionslager ein Kuvert, das er dem Dorfschmied geben soll, falls Dirk nach dem Angriff nicht zurückkommt. Da Dirk verhaftet wird, will Michiel Dirks Kuvert dem Schmied, Bertus van Gelder, übergeben, beobachtet jedoch, wie der Schmied bei einem Fluchtversuch von Soldaten erschossen wird. Michiel öffnet den Brief und findet darin einen Hinweis, dass etwa 60 Meter östlich der alten Jägerhütte versteckt ist. Daraufhin macht er sich auf den Weg und trifft, in einer unterirdischen Höhle versteckt, auf den britischen Piloten Jack. Michiel erfährt, dass sich Jack noch rechtzeitig per Fallschirm aus der Mosquito-Maschine retten konnte, deren Absturz er beobachtete. Da Jack verletzt wurde, entscheidet sich Michiel dafür, die Anweisungen seines Vaters und seines Onkels, sich vom Widerstand fernzuhalten, zu übergehen und dem Piloten zu helfen.
Jack möchte nach Zwolle, da er von dort die Möglichkeit hat, nach England zurückzukehren. Da Jack allerdings verletzt ist, kümmert Michiel sich mit Hilfe seiner Schwester Erica, einer Krankenschwester, um ihn. Der darauffolgende Versuch, Jack in Sicherheit zu bringen, misslingt.
Da man zwischenzeitlich einen von Jack getöteten deutschen Soldaten im Wald gefunden hat, durchforsten die Besatzungstruppen den Wald nach Spuren des Täters. Zudem wird Michiels Vater von den deutschen Soldaten in Gewahrsam genommen. Als Michiel Jack in seinem Versteck aufsucht, ist seine Schwester bereits bei Jack und berichtet von der geplanten Hinrichtung ihres Vaters, da die Besatzer aufgrund des Mordes an dem deutschen Soldaten ein Exempel statuieren wollen.
Ben berichtet am Abend, dass Michiels Vater am nächsten Tag freikommen würde, was jedoch nicht der Fall ist. Stattdessen wird Michiel Zeuge, wie sein Vater und zwei weitere Zivilisten hingerichtet werden.
Ein weiterer Versuch Jack mittels einer Fähre in Sicherheit zu bringen scheitert erneut, sodass Michiel und Jack mit einer Kutsche fliehen. Sie werden jedoch von Soldaten mit Motorradgespannen verfolgt. Da sie mit der Kutsche zu langsam sind, klettern beide auf das Pferd, lösen die Kutsche ab und können so entkommen.
Nachdem Michiel Ben über den englischen Piloten aufgeklärt hat, will sich dieser um alles Weitere kümmern und macht sich zwei Tage später mit Jack und Erika, die beide eine Liebesbeziehung begonnen haben, auf den Weg nach Zwolle. Da sie eine von den Besatzern kontrollierte Brücke überqueren müssen, soll Jack als Patient ausgegeben werden.
Bei der Verabschiedung von Jack stellt Michiel fest, dass Ben Dinge in Bezug auf Dirk wusste, die er nur durch das Belauschen von Gesprächen erfahren haben kann, da Michiel Ben gegenüber nie über Dirk gesprochen hatte. Nachdem er Bens Koffer durchwühlt hat, sieht er seine Vermutung, dass Ben ein Kollaborateur ist, als bestätigt an und verfolgt seinen Onkel, Jack und Erika. Nachdem er Ben zur Rede gestellt hat, machen sich Erika und Jack alleine auf den Weg, um die Brücke zu überqueren.
Während Ben an einen Baum gefesselt ist, beobachtet Michiel, wie seine Schwester die Brücke passiert und Jack sich unter der Brücke in Richtung des anderen Ufers hangelt. Jack fällt zwar in den Fluss, kann aber das andere Ufer unbehelligt erreichen. Ben konnte sich unbemerkt von den Fesseln befreien und ergreift die Flucht, wird jedoch von Michiel eingeholt. Als Ben sich sicher fühlt, da sich in der Nähe ein Militärkonvoi befindet, macht er sich auf den Weg dorthin, wird aber von Michiel hinterrücks erschossen.
Nach Ende des Krieges wird in Michiels Dorf gefeiert. Während seine Schwester sich über Post von Jack freut, bleibt Michiel jedoch zu Hause. Später spielt er mit seinem Freund Theo mit dem Schlauch, den sie von der abgestürzten englischen Maschine mitgenommen hatten.

### Nebenhandlung
In Nebenhandlungen kommen zwei jüdische Frauen und deren Töchter vor. Die erste Mutter mit Tochter wird Michiel als "Tante Cora" vorgestellt, als sie bei Michiels Familie kurzzeitig Unterschlupf finden. Den zweiten begegnet er, als er Jack zu sich nach Hause mitnimmt, um ihn dort zu verstecken. Diese Mutter mit Tochter haben bei Schachter, einem vermeintlichen Besatzungs-Kollaborateur, Unterschlupf gefunden.

## Kritik
Der Film fand lobende Aufnahme bei den Kritikern. Die Variety sah in Koolhovens Film „die perfekte Mischung von klassischem Kino und Arthouse-Empfindlichkeiten“. Die New York Times urteilte, der „hübsche“ Film sei ein nüchternes, gut gemachtes Weltkriegsdrama über das Erwachsenwerden.

## Hintergrund

### Produktion
Das Budget des Films betrug geschätzte 4.000.000 Euro.
Drehorte in den Niederlanden waren Amsterdam, die Gemeinden Herwijnen und Wijchen in der Provinz Gelderland; Lopik in der Provinz Utrecht, Zwolle in Overijssel sowie die Gemeinden Megen und Woudrichem in Noord-Brabant. Zwei weitere Drehorte waren die in Litauen gelegenen Orte Šilutė und Vilnius.
Der Film ist weitgehend in blau-weißen Farben gehalten.

### Veröffentlichung
Nach der Premiere im November 2008 in Amsterdam lief der Film ab Anfang Dezember in Belgien an. Er wurde im Februar 2009 beim „European Film Market“ bei den Internationalen Filmfestspielen Berlin gezeigt. Weitere Filmfestivals, auf denen er gezeigt wurde, waren das Südkoreanische Pusan International Film Festival, das Rome Film Festival, das Palm Springs International Film Festival, sowie die drei Kanadischen Festivals European Union Film Festival, Ottawa European Union Film Festival und das Vancouver European Union Film Festival.
Im Oktober 2009 gab Cinema.nl, in Berufung auf die britische Filmzeitschrift Screen, bekannt, dass die Filmrechte an Frankreich und Deutschland verkauft worden seien und Ende Januar 2010 folgte die Bekanntgabe, dass Sony Pictures Classics, eine Filmabteilung von Sony Pictures Entertainment, die US-Filmrechte an Oorlogswinter erworben hat. Des Weiteren wird der Film auch in Australien und China erscheinen.
Oorlogswinter erschien zuerst nur in der niederländischen und englischen Sprache und ist seit Januar 2011 auch unter dem Titel Winter in Wartime in deutscher Synchronisation erhältlich.

### Zuschauerzahlen
Die Besucherzahlen für die Kinofassung von Oorlogswinter 2008/2009 summieren sich für die Länder Niederlande und Belgien auf über 850.000. Obwohl erst fünf Wochen vor Jahresende gestartet, war Oorlogswinter im Jahr 2008 in den niederländischen Kinos der zweiterfolgreichste niederländische Film nach der niederländisch-belgischen Koproduktion Anubis, deren Besucherzahlen im Folgejahr übertroffen wurden. Unter den internationalen Filmen belegte Oorlogswinter in den niederländischen Kinocharts 2008 den zehnten Platz. Des Weiteren war der Film 2010 in den Niederlanden mit 1,6 Mio. Zuschauern die erfolgreichste TV-Premiere des Jahres.

## Auszeichnungen
2010 kam der Film in eine engere Auswahl für eine Oscarnominierung in der Kategorie Best Foreign Language Film, wurde jedoch nicht nominiert. Qualifiziert für den Oscar waren insgesamt 65 Filme. Eine Nominierung erhielt der Film bei den Satellite Awards 2009 als bester anderssprachiger Film.
Der Film gewann ebenfalls 2009 by the Sea International Film den Preis als Audience Award. Ausgezeichnet wurde der Film weiterhin bei den Golden and Platin Film, Netherlands in der Gold- und Platinkategorie und beim Niederländischen Film Festival in den Kategorien bester Film, bester Schauspieler (Martijn Lakemeier), bester Supporting Schauspieler (Raymond Thiry) und bestes Produktionsdesign (Floris Vos), sowie bei den Rembrandt Awards als bester Film, bester niederländischer Schauspieler (Martijn Lakemeier) und beste niederländische Schauspielerin (Melody Klaver).
Beim Rome Film Fest gewann der Film in der Kategorie Alice in the City Prize und wurde zudem mit Silver Marc'Aurelio Award Alice nella città over 12 ausgezeichnet.